# Hakan Mandalinci

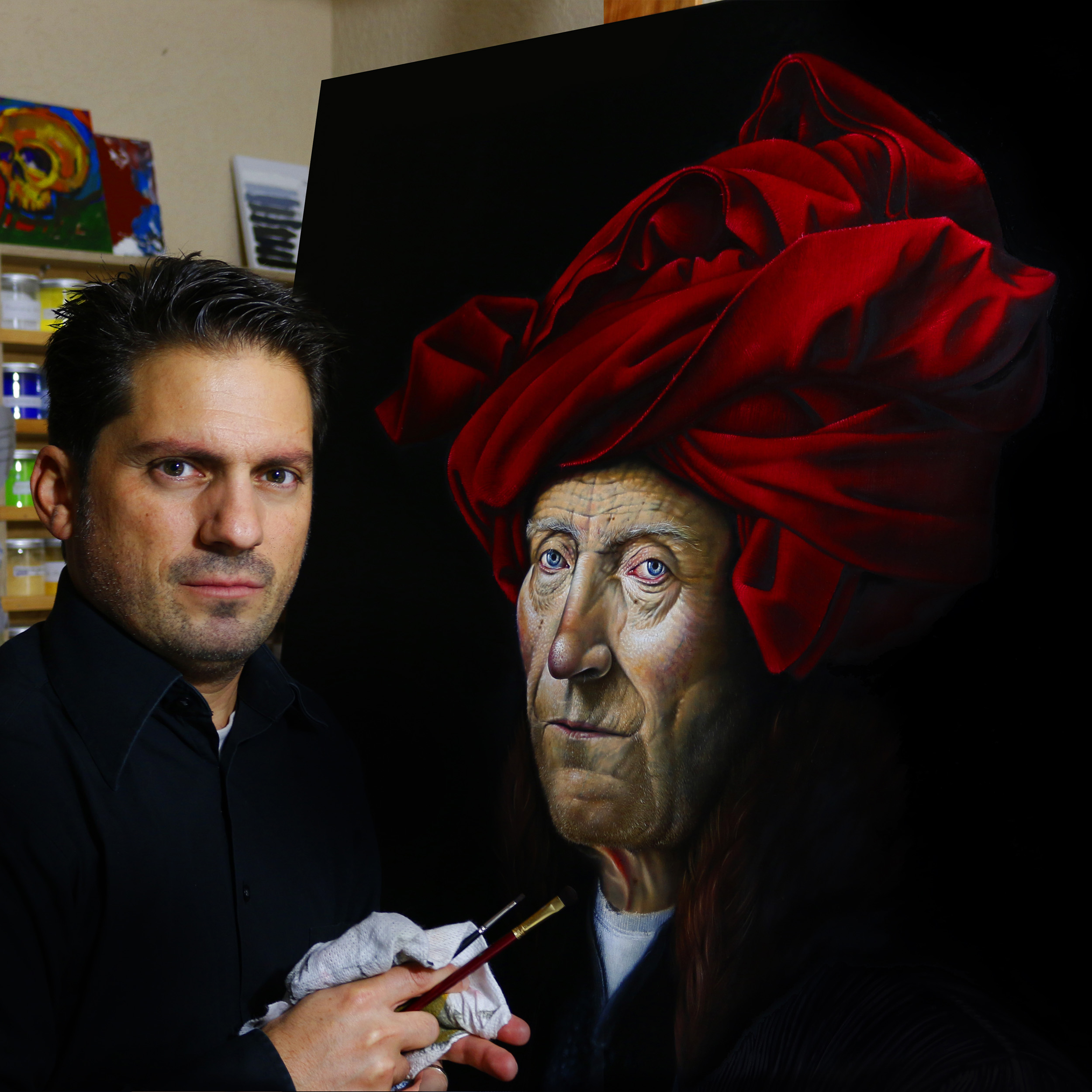
Hakan Mandalinci im Atelier

Hakan Mandalinci (* 6. August 1973 in Brackenheim) ist ein türkischstämmiger in Deutschland lebender Architekt, Maler und Druckgrafiker.

## Leben
Mandalinci verbrachte seine Kindheit in Turgutreis in der Türkei. 1982 kam er nach Bretten in Deutschland und genoss eine reguläre Schulausbildung. Als Maler und Zeichner ist er Autodidakt. In seinem Künstlernamen und Signatur „HakMan“ standen die ersten drei Buchstaben seines Namens Pate.

## Werk
(Quelle: Hakan Mandalinci)
Der Stil des Künstlers ist in Symbolismus und Realismus bis hin zur Hyperrealismus zu erklären, wobei er alte Fotografien in Bleistift und altmeisterliche Gemälden in Öl nachahmt, stattet er die Figuren und Situationen mit Attributen und Accessoires der Gegenwart aus und erzeugt damit verblüffende Effekte. In seiner bekannten Serie „RETRO“ sieht man Mahatma Gandhi am Laptop oder in einem anderen Bild in Boxkampf-Pose. Den bärtigen Karl Marx hat der Künstler in einen Rennfahrer-Anzug gesteckt, übersät von Sponsorenwerbung; oder Dürers Engel mit Laute als DJ. Am meisten provoziert das Bild des gealterten Hitler als Althippie mit faltigem Gesicht, Stirnband und Peace-Zeichen in 68er-Pose. Mit solchen provokanten Motiven versetzt Mandalinci Personen der Geschichte in die Jetztzeit und löst damit beim Betrachter kontroverse Assoziationen aus.
In über Jahre andauerndem Selbststudium der altmeisterlichen Ölmalerei experimentiert er mit verschiedenen Ölen, Harzen und Pigmenten und wendet dies in zeitaufwendiger Grisaille und Schichtenmalerei in seiner Kunst an. Die Serie „Ashes to Ashes“ ist in Holzdruck entstanden, in einer speziellen Holzpunktiertechnik mit feinsten Punkten. Im Jahr 2015 fasste er sein gesamtes grafisches Œuvre in einer Edition zusammen.
Mit der Ausstellung „INSECTORUM 1992-2022, eine Retrospektive“, im Künstlerbund Heilbronn, beendete er seine gleichnamige Serie, an der er 30 Jahre arbeitete. Der Pforzheimer Filmemacher Serkan Tuna erstellte hierfür einen einführenden Kurzfilm.

## Ausstellungen (Auszug)
- 2008: Staatlichen Museum für Malerei und Skulptur, Izmir[EB 1]
- 2011: Biennale Izmir[5]
- 2014: Galerie im Rathaus, Eppingen[6][7]

## EB, Eigenbelege
1. 1 2 3  Über mich. In: mandalinci.com. Hakan Mandalinci, abgerufen am 27. April 2025.
2. ↑  Website hakman.org (Seite nicht mehr abrufbar, festgestellt im April 2025. Suche in Webarchiven)